# EBRC Jaguar
EBRC Jaguar (fr. Engin Blindé de Reconnaissance et de Combat) – francuski kołowy bojowy wóz rozpoznawczy opracowany zaprojektowany i produkowany przez konsorcjum Nexter Systems, Thales oraz Arquus (dawnej Renault Trucks Defense). 

## Konstrukcja
Jaguar został skonstruowany w układzie stosowanym w czołgach, czyli w przedniej części kadłuba znajduje się przedział kierowania, za nim bojowy, a z tyłu napędowy. Posiada napęd 6x6, (stale napędzane dwie tylne osie, dołączana oś przednia), ze skrętnymi tylnymi kołami zapewniającymi zmniejszony promień skrętu do 17 metrów. Posiada system blokady napędu kół po jednej stronie, oznacza to, że jest w stanie zawrócić w miejscu; operacja jest podobna jak w przypadku pojazdów gąsienicowych. Stanowisko kierowcy usytuowano w środkowej części przodu kadłuba. Kierowca obserwuje przestrzeń przed wozem przez trzy peryskopy. Na lewo od włazu zamontowano jeszcze dwa przyrządy kierującego. Jednym z nich jest termowizor, a drugim noktowizor ze wzmacniaczem światła. Monitory wyświetlające obrazy z kamer znajdują się po lewej stronie przedniej części stanowiska kierowcy. Po prawej stronie stanowiska kierowcy zamontowano m.in. kolorowy monitor, na którym mogą być wyświetlane informacje m.in. o załączonym biegu, prędkości wozu, ilości paliwa, temperaturze cieczy chłodzącej, temperaturze oleju, ciśnieniu w ogumieniu, oraz informacje o położeniu względem siebie poszczególnych kół w czasie skręcania.
W wieży, obracanej z szybkością 60° na sekundę znajdują się stanowiska dla celowniczego i dowódcy. Miejsce celowniczego jest w jej lewej części, a dowódcy w prawej. Na stanowisku celowniczego znajdują się dwa peryskopy, a u dowódcy siedem. Zewnętrzny strop kadłuba i wieży jest „chropowaty”, co w czasie opadów deszczu lub w warunkach zimowych ma na celu zapobieganie ześlizgiwaniu się przebywających na jego powierzchni żołnierzy
Posiada zawieszenie o hydraulicznie regulowanej wysokości, aby np. wóz tylko wychylał się nad przeszkodą terenową w celu ostrzelania celu. Może pokonywać rowy o długości 1,2 m i przeszkody o wysokości 50 cm. 
Korpus składa się ze spawanych płyt aluminiowych pokrytych modułowymi płytami przeciwpancernymi na bazie włókien stalowych, ceramicznych lub aramidowych o bardzo wysokiej twardości. Posiada system chroniący załogę przed atakami chemicznymi czy biologicznymi, podwozie ma też specjalny kształt kierunkujący falę uderzeniową z wybuchu min i ładunków IED na zewnątrz pojazdu. W środku zamontowano klimatyzację, ogrzewanie, a nawet kuchenkę elektryczną do podgrzewania żywności. Opancerzenie bazowe zapewnia odporność na poziomie 4 według STANAG 4569 A, czyli pełną ochronę przed odłamkami pocisków artyleryjskich i bronią małokalibrową.
Pojazd został zaprojektowany tak, aby uprościć obsługę techniczną. Na głównych elementach pojazdu, takich jak zawieszenie, klocki hamulcowe i skrzynia biegów, zostały umieszczone czujniki które pozwalają na bieżącą kontrolę ich stanu. Jego zasięg z wewnętrznymi zbiornikami paliwa wynosi ok. 800 kilometrów, zaś prędkość maksymalna 90 km/h, w terenie osiąga 70 km/h.

## Uzbrojenie
Głównym uzbrojeniem jest armata automatyczna CT40 zasilana amunicją teleskopową kal. 40 mm, umieszczona w załogowej wieży, zdolna do trafienia w cel oddalony o 3 kilometry, wystrzeliwująca 200 pocisków na minutę i wychylająca się od -10° do 45° z pełną stabilizacją. Sprawia to, że pojazd może razić cele w powietrzu, np. drony czy inne wolniej poruszające się obiekty. Pojazd korzysta z czterech rodzajów amunicji. Armata jest w stanie przebić 20 cm ścianę podwójnie wzmocnionego betonu lub np. ostrzelać wrogą piechotę pociskami typu ABM (Air Burst Munition) z odległości od 60 m do 2,5 km. Armatę uzupełnia wyrzutnia pocisków przeciwpancernych Akeron MP zdolnych do zniszczenia czołgu z odległości 4 km i potrafiących zmienić cel już w trakcie lotu. Dwa pociski są gotowe do wystrzelenia w rozkładanym zasobniku zainstalowanym na prawej stronie wieży, dwa dodatkowe pociski są przechowywane w wieży. Na wieży bojowej, na oddzielnej wieżyczce znajduje się karabin maszynowy FN MAG kal. 7,62 mm z 550 szt. amunicji. 
Pojazd posiada system samoobrony GALIX z 14 granatami dymnymi kalibru 80 mm. W pełni cyfrowy system kontroli ognia umożliwia prowadzenie ognia w ruchu, oraz śledzenie nowego celu już w momencie, gdy ten zajmuje się ostrzeliwaniem innego obiektu. Czujniki ostrzegają też załogę przed namierzeniem pojazdu przez laserowe dalmierze przeciwnika, potrafią wykryć źródło ostrzału z broni różnego kalibru i  jednocześnie ustawić wieżyczkę ogniową w kierunku wykrytego zagrożenia.

## Napęd
11 litrowy silnik wysokoprężny Volvo z sześcioma cylindrami w rzędzie o mocy 500 KM. Silnik pojazdu umieszczono w specjalnym dźwiękoszczelnym przedziale, może korzystać on z różnych typów paliwa. Przekładnia automatyczna siedmiobiegowa ZF.

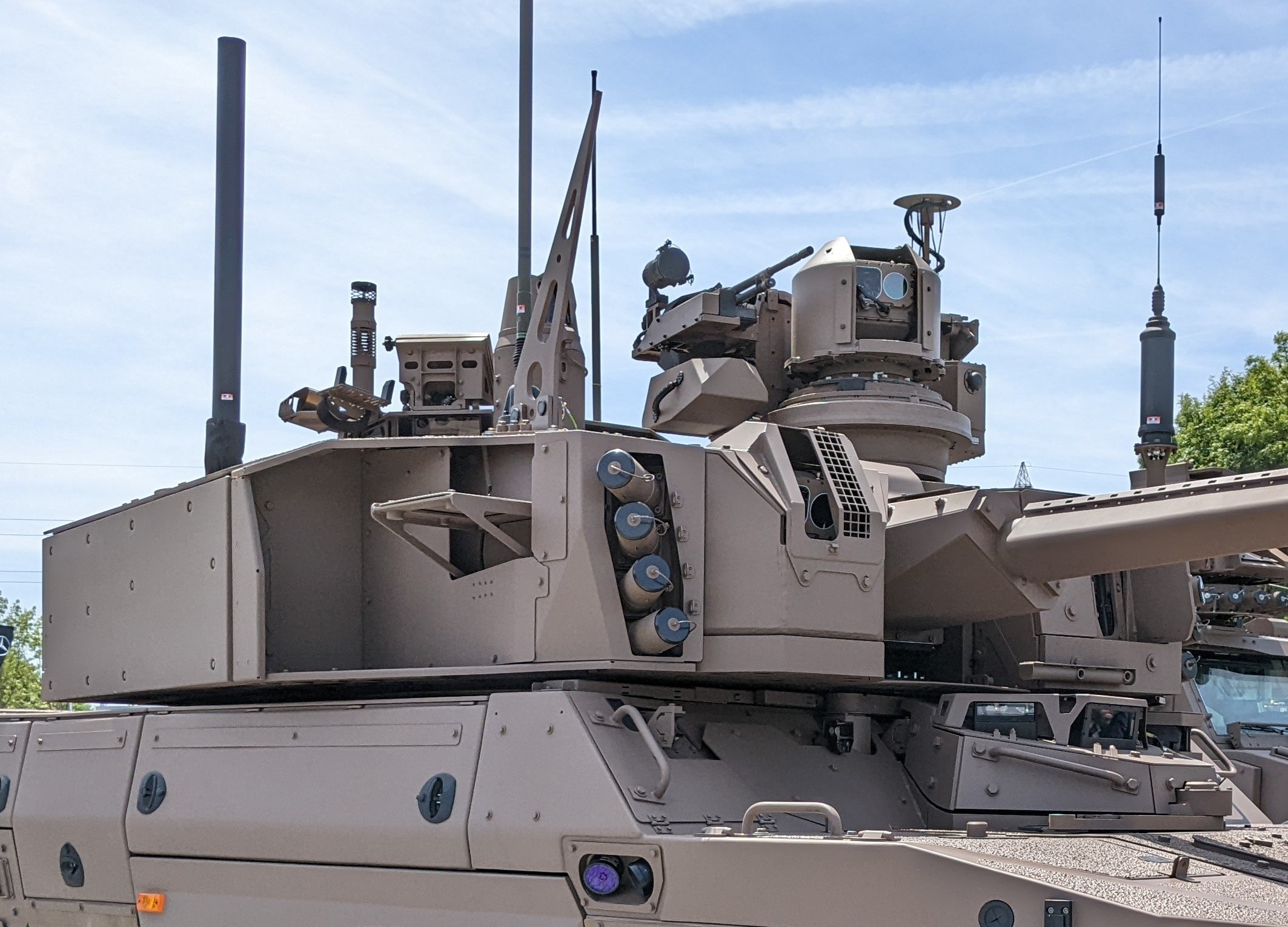
Wieża
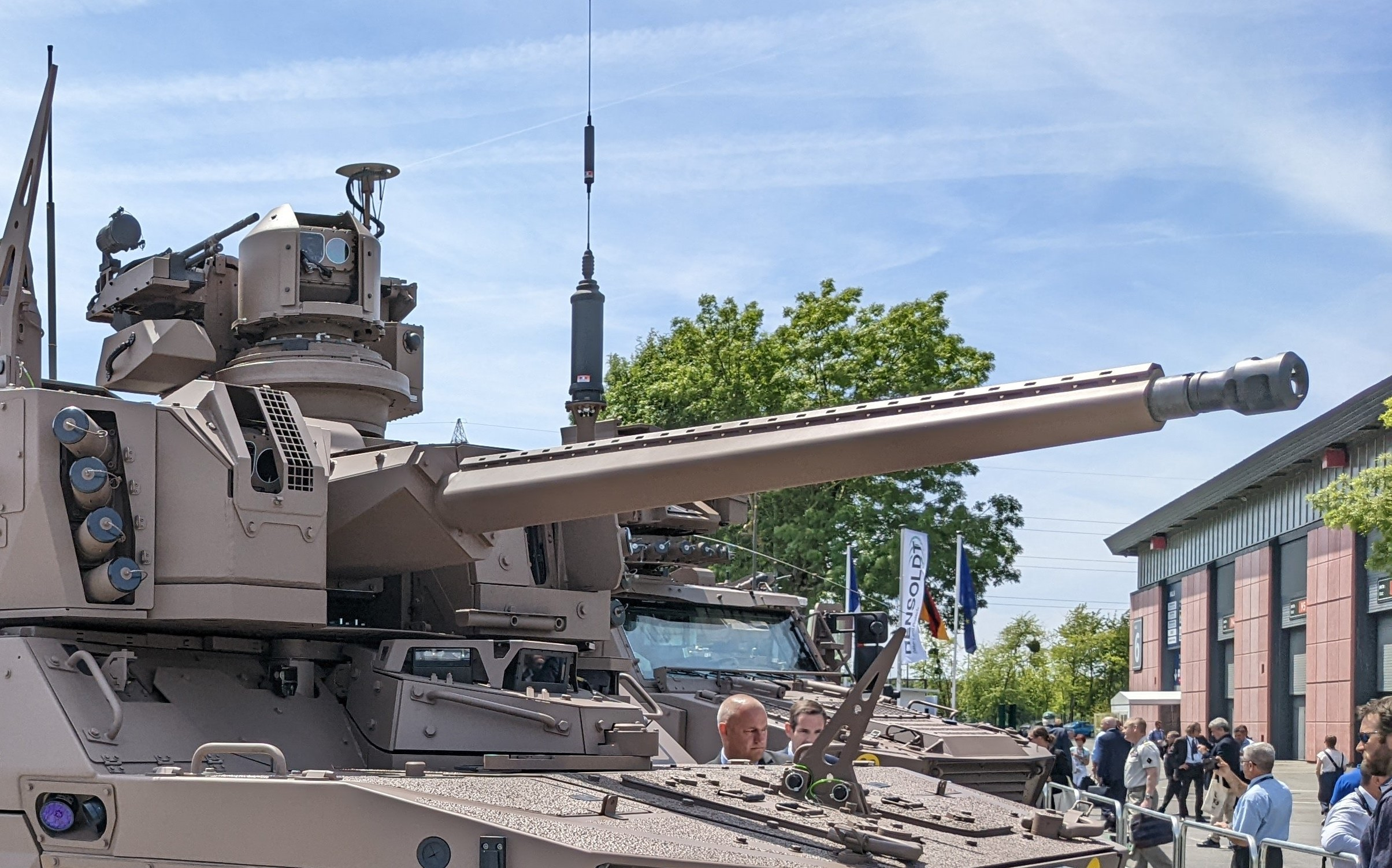
Armata 40 mm
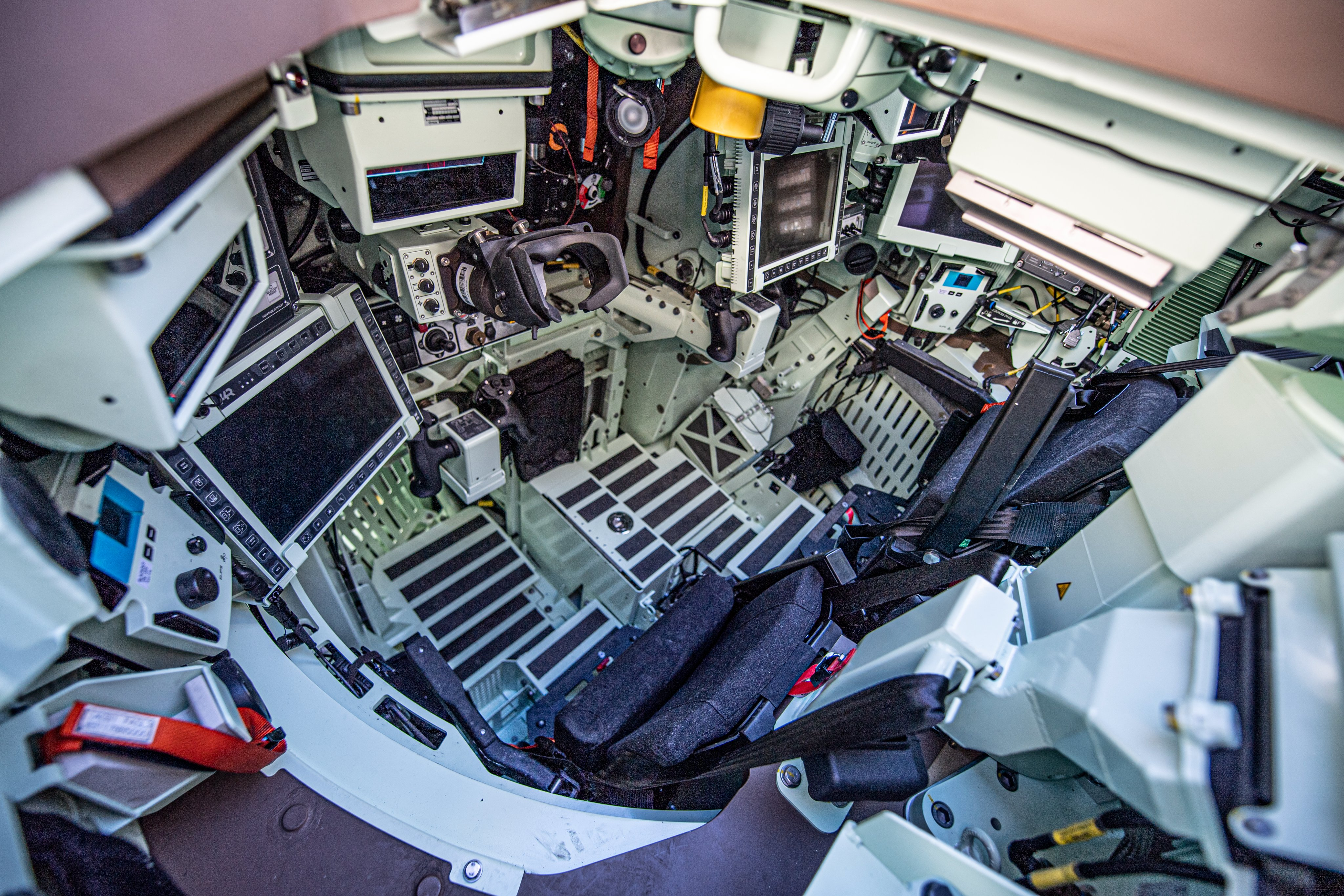
Przedział dowódcy i celowniczego.
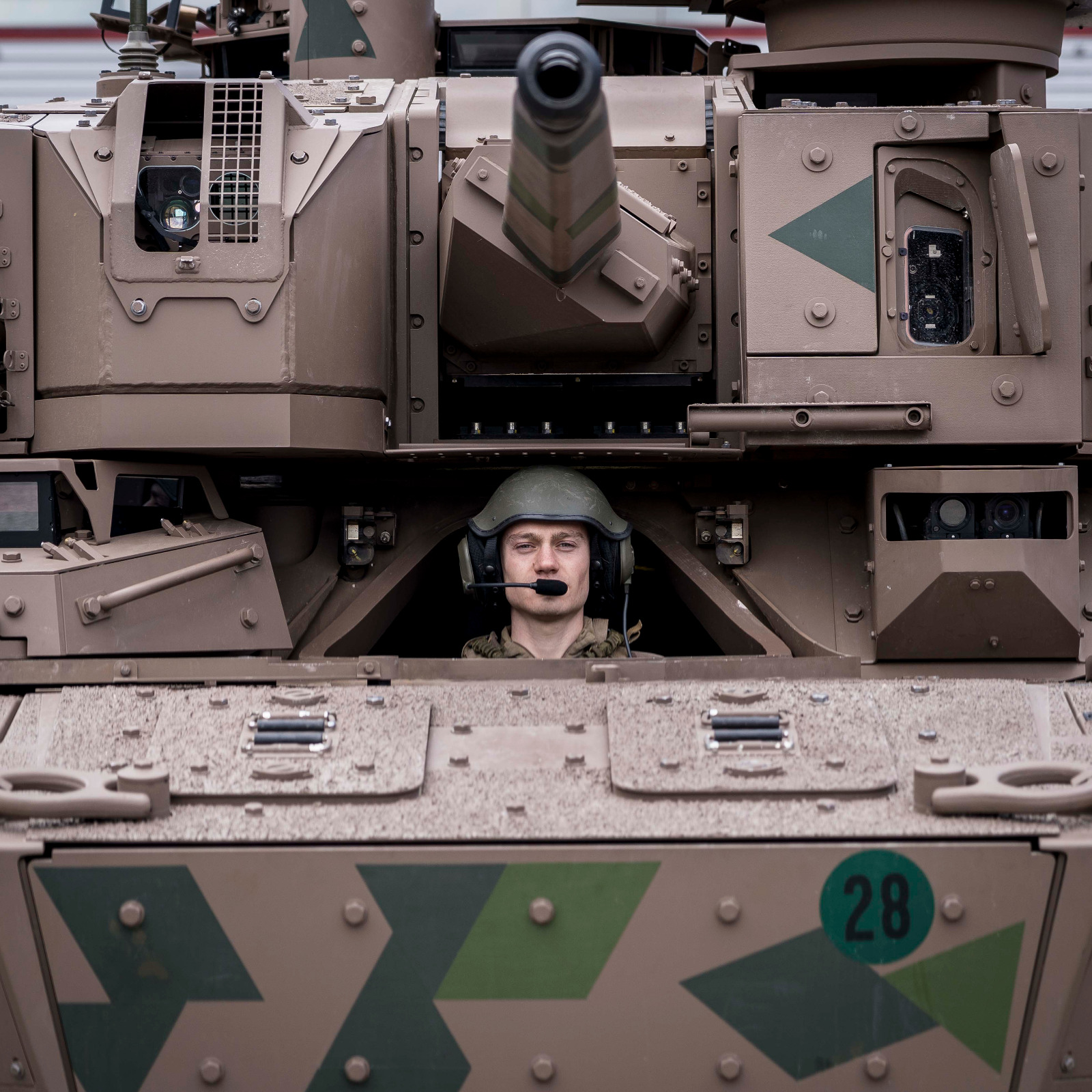
Stanowisko kierowcy.
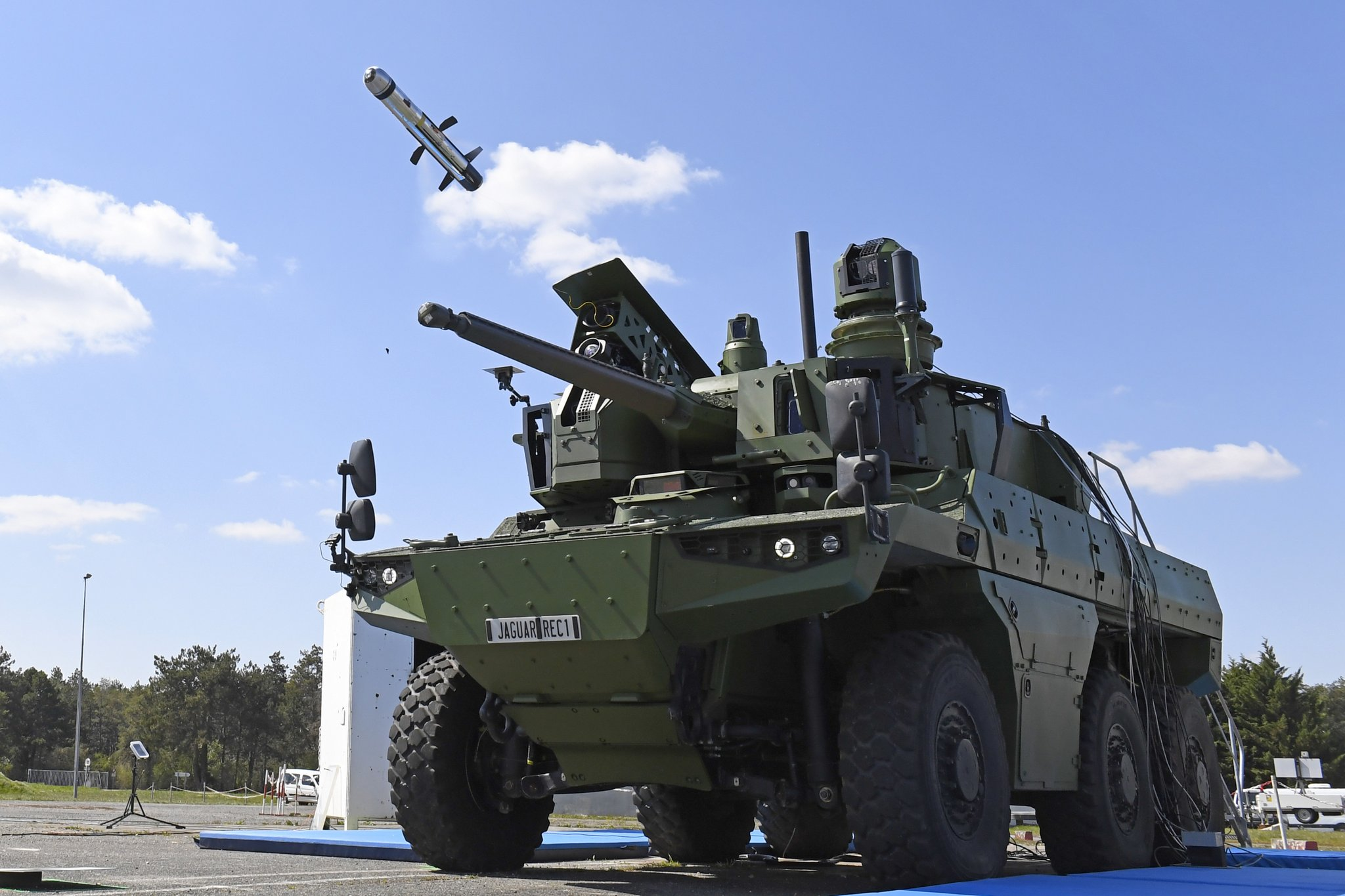
Wystrzelenie pocisku p.panc Akeron MP
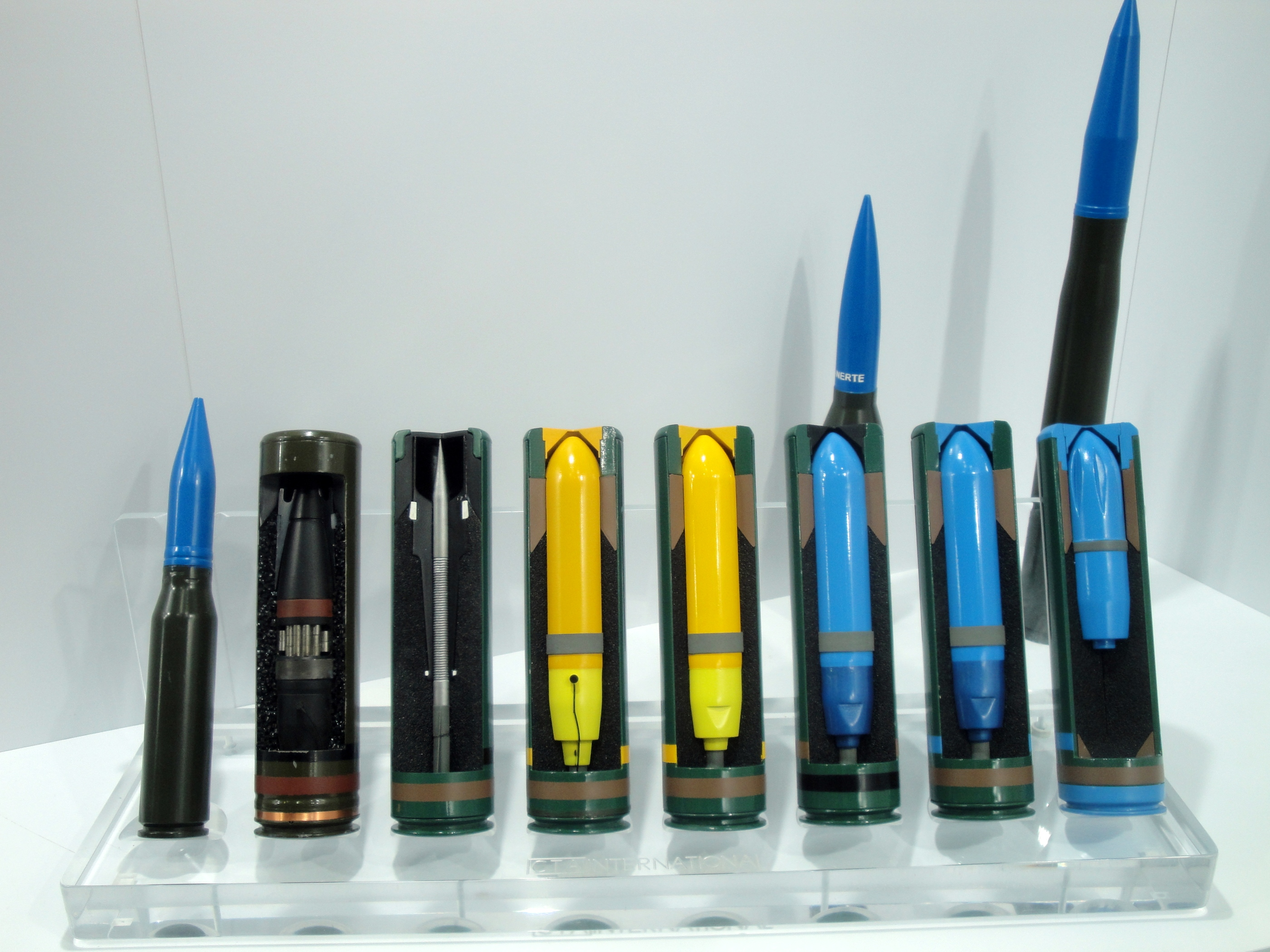
40 mm Amunicja teleskopowa